# خانة سرخ (مقاطعة دورة)
خانة سرخ (بالفارسية: خانه سرخ) هي قرية تقع في قسم كشكان الريفي (مقاطعة دورة) في إيران. يقدر عدد سكانها بـ 553 نسمة .